# Amigos dos Amigos
Amigos dos Amigos, conhecida pela sigla ADA, é uma das quatro maiores organizações criminosas da cidade do Rio de Janeiro. O nome original "Amigos dos Amigos" foi dado pela união do Terceiro Comando (TC) com o traficante conhecido como Pintoso. Foi durante o início da década de 2000 aliada ao Terceiro Comando até a sua extinção. Desde o início rivalizou com o Comando Vermelho (CV) e com o Terceiro Comando Puro (TCP), a partir da criação deste último.
A facção vem sendo considerada decadente desde 2017, e especula-se sobre sua possível extinção.

## História
A facção surgiu dentro dos presídios do Rio de Janeiro, entre 1994 a 1998, logo se aliando ao Terceiro Comando, para diminuir o poderio do Comando Vermelho. Seu fundador, Ernaldo Pinto de Medeiros, o Uê, foi expulso do Comando Vermelho após matar o então líder da facção, Orlando Jogador. Na cadeia, uniu-se a Celso Luís Rodrigues, o Celsinho da Vila Vintém e a José Carlos dos Reis Encina, o Escadinha.
Em 11 de setembro de 2002, em uma rebelião no Complexo de Gericinó, Fernandinho Beira-Mar e seus comparsas mataram Uê e ameaçam Celsinho da Vila Vintém, que para escapar da morte, fingiu se aliar ao Comando Vermelho, sendo por isso acusado, por parte dos membros do Terceiro Comando, de traidor. Este fato decretou o fim do Terceiro Comando e a debandada de todos os seus membros, ou para os Amigos dos Amigos, ou para o Terceiro Comando Puro (TCP).
Em 2004, a facção passou a controlar a Rocinha, maior favela do Rio de Janeiro, após a guerra entre os traficantes Lulu e Dudu da Rocinha, ambos do Comando Vermelho (CV). Sentindo-se traídos pela facção, o grupo de Lulu, morto pela polícia após os confrontos, decidiu migrar para os Amigos dos Amigos.
A Rocinha só foi "perdida" pela facção em 2011, com a instalação de uma Unidade de Polícia Pacificadora (UPP). O último líder da facção era Antônio Francisco Bonfim Lopes, o Nem, preso pela polícia. No entanto, a facção criminosa continua tendo influência na comunidade, mesmo com a UPP.
Após a prisão de Nem, o traficante Rogério Avelino da Silva o Rogério 157 foi decretado o novo chefe da Rocinha.
Em 2017, após Rogério 157 superfaturar o preço dos produtos, cobrar altas taxas de vendedores na comunidade da Rocinha e expulsar Danúbia de Souza Rangel a mulher do traficante Nem, da comunidade, Nem tenta expulsar Rogério da Rocinha mandando três comparsas para a comunidade. Os mesmos são encontrados mortos pela polícia. Iniciando assim uma guerra na Rocinha. Posteriormente a Rocinha passou a ser controlada pelo Comando Vermelho, depois de Rogério 157 ter pulado para aquela facção.
Em 2017 chegou a ser esboçada uma união com o TCP, que geraria uma nova facção chamada TCA — Terceiro Comando dos Amigos — mas esta proposta foi abortada no final de 2017. Ao longo de 2018, os Amigos dos Amigos perdeu diversos de seus territórios, sobrevivendo basicamente apenas na Vila Vintém e em algumas favelas fora da capital.

## Principais líderes
| Nome                           | Apelido                 | Status              | Observação |
| Ernaldo Pinto de Medeiros      | Uê                      | Morto               | - |
| Paulo César Silva dos Santos   | Linho                   | Desaparecido        | Um dos fundadores da facção, os integrantes fazem a letra "L" em sua alusão até os dias de hoje                                      |
| Celso Luís Rodrigues           | Celsinho da Vila Vintém | Preso (semi-aberto) | Único fundador da facção ainda em atividade                                                                                          |
| Antônio Francisco Bonfim Lopes | Nem da Rocinha          | Preso               | Hoje é um dos principais nomes da facção TCP, rival do ADA                                                                           |
| João Rafael da Silva           | Joca da Rocinha         | Preso               | - |
| José Carlos dos Reis Encina    | Escadinha               | Morto               | Um dos principais líderes do CV nos anos 80 e 90 e que ajudou Uê a criar o ADA                                                       |
| Erismar Rodrigues Moreira      | Bem-Te-Vi               | Morto               | - |
| Pedro Machado Lomba Neto       | Pedro Dom               | Morto               | Assaltante de residências e prédios de luxo, tinha guarida para se esconder na Vila dos Pinheiros e Rocinha, redutos do ADA na época |
| Celso Pinheiro Pimenta         | Playboy                 | Morto               | Traficante responsável pelo controle do tráfico em Costa Barros, na Zona Norte do Rio                                                |
| Rogério Rios Mosqueira         | Roupinol                | Morto               | Foi um dos que levaram a facção para Macaé (RJ), além de atuar no Complexo do São Carlos, no centro                                  |